# Harold F. Greeney
Harold Francis Greeney III (* 23. Februar 1972) ist ein US-amerikanischer Biologe. Seine Interessen gelten der Ornithologie, der Entomologie und der Naturgeschichte.

## Leben
Ab 1989 studierte Greeney Biologie an der Wake Forest University in Winston-Salem, North Carolina, wo er 1993 den Bachelor of Science erlangte. 1994 wechselte er zur University of Arizona, wo er 1999 mit der Arbeit Insect fauna of phytotelmata in lowland Ecuador zum Master of Science in Entomologie graduierte. 
Greeney ging zunächst nach Ecuador, um unter der Leitung von Philip James DeVries, Schmetterlinge zu studieren und als Naturführer in Ecuadors Amazonasgebiet zu arbeiten. 1999 gründete er die Yanayacu Biological Station, eine Forschungsstation in den Nebelwäldern der Ostanden in Ecuador, wo er sich Biodiversitätsstudien von Wirbellosen und Wirbeltieren widmet. 2008 wurde er mit der Dissertation Breeding ecology of the Spotted Barbtail (Premnoplex brunnescens): a journey into the unknown world of a tropical understory furnariid über das Fortpflanzungsverhalten des Hellkehl-Stachelschwanzes (Premnoplex brunnescens) unter der Leitung von Tadeusz Stawarczyk an der Universität Warschau zum Ph.D. in Ornithologie promoviert. 
Von Februar bis Mai 2014 wirkte er als wissenschaftlicher Berater bei den drei Folgen Animal Homes: The Nest, Animal Homes: Location, Location, Location und Animal Homes: Animal Cities der Dokumentarreihe Nature mit. Von Mai 2015 bis November 2016 absolvierte er seine Postdoktorandenphase an der University of Arizona, wo er sich mit dem Brutverhalten und der Migrationsökologie des Hochland-Schnäppertyranns, mit der neotropischen Migrationsökologie im Uferbereich sowie mit Vogelberingung, Naturgeschichte, Ökologie und Naturschutz befasste.
2002 beschrieb er erstmals die Brutbiologie des Anthrazitameisenvogels (Dysithamnus occidentalis). 2011 gehörte er zu den Erstbeschreibern der Brackwespenart Protapanteles eryphanidis, die an Schmetterlingsraupen der Gattung Eryphanis parasitiert. 
Greeney schrieb mehr als 225 biologische Forschungsartikel mit Peer-Review über die Ökologie, das Verhalten und die Evolution von Wirbellosen und Wirbeltieren. Seine Arbeit über die Fortpflanzungsbiologie von neotropischen Vögeln wurde 2005 mit dem Pamela and Alexander F. Skutch Research Award der Association of Field Ornithologists ausgezeichnet. 2015 erhielt Greeney ein Guggenheim-Stipendium.
Obwohl er Informationen über das Nistverhalten von mehr als 500 Vogelarten veröffentlicht hat, ist Greeney vor allem für sein Interesse an Ameisenpittas bekannt. Im Juni 2018 veröffentlichte er in Zusammenarbeit mit dem Illustrator David Beadle sein erstes Buch mit dem Titel Antpittas and Gnateaters, in dem alle Arten aus den Familien der Ameisenpittas (Grallariidae) und der Mückenfresser (Conopophagidae) mit ausführlichen Texten, Illustrationen und Fotografien dargestellt werden.

## Dedikationsnamen
2003 wurde die Unterart Velamysta pupilla greeneyi und 2008 die Art Eryphanis greeneyi, beide aus der Familie der Edelfalter (Nymphalidae), nach Harold F. Greeney benannt.